# Henri Schwery
Henri Schwery (Saint-Léonard, 14 giugno 1932 – Saint-Léonard, 7 gennaio 2021) è stato un cardinale e vescovo cattolico svizzero.

## Biografia
Henri Schwery è nato il 14 giugno 1932 nel quartier de la Zéneillère a Saint-Léonard, Canton Vallese e diocesi di Sion, nella parte meridionale della Confederazione Svizzera.

### Ministero sacerdotale
Ha ricevuto l'ordinazione sacerdotale il 7 luglio 1957, presso la chiesa parrocchiale della cittadina natale, per imposizione delle mani di François-Nestor Adam, C.R.B., vescovo di Sion; si è incardinato, venticinquenne, come presbitero della medesima diocesi.
Al momento dell'ordinazione ancora studiava matematica e fisica quantistica all'Università di Friburgo. Ha poi esercitato vari servizi, come cappellano militare, cappellano dell'Azione cattolica giovanile, professore al collegio di Sion, poi direttore del seminario minore e infine rettore del collegio di Sion fino alla promozione all'episcopato.

### Ministero episcopale
Il 22 luglio 1977 papa Paolo VI lo ha nominato, quarantacinquenne, vescovo di Sion; è succeduto al settantaquattrenne François-Nestor Adam, dimissionario per raggiunti limiti d'età dopo aver guidato la sede per ben venticinque anni. Ha ricevuto la consacrazione episcopale il 17 settembre seguente, presso la Cattedrale di Nostra Signora a Sion, per imposizione delle mani di monsignor Adam, suo predecessore e che già lo aveva ordinato sacerdote, assistito dai co-consacranti Pierre Mamie, vescovo di Losanna, Ginevra e Friburgo, ed Otmar Mäder, vescovo di San Gallo; ha preso possesso della diocesi durante la stessa cerimonia. Come suo motto episcopale il neo vescovo Schwery ha scelto Spiritus Domini gaudium et spes, che tradotto vuol dire "Lo spirito del Signore è gioia e speranza".
Nel 1983 è stato eletto presidente della Conferenza dei Vescovi Svizzeri, succedendo ad Otmar Mäder; ha ricoperto tale incarico per un quinquennio, venendo poi sostituito nel 1988 da Joseph Candolfi, vescovo titolare di Frigento ed ausiliare di Basilea.
È stato in prima linea durante lo scisma di Marcel Lefebvre per evitare le ordinazioni dei vescovi che portarono poi alla scomunica dei membri della Fraternità sacerdotale San Pio X. Il suo episcopato a Sion è stato segnato anche dal viaggio apostolico in Svizzera di papa Giovanni Paolo II dal 12 al 17 giugno 1984 nonché dall'introduzione del diaconato permanente e dalla creazione di un seminario diocesano nel 1986.

### Cardinalato
Il 29 maggio 1991, al termine dell'Udienza generale, papa Giovanni Paolo II ha annunciato la sua creazione a cardinale nel concistoro del 28 giugno seguente. Cinquantanovenne, è stato il terzo vescovo di Sion a ricevere la porpora cardinalizia dopo Guillaume-Hugues d'Estaing e Matthäus Schiner; inoltre, la Svizzera non era rappresentata all'interno del Collegio cardinalizio dal 15 aprile 1975, giorno della morte di Charles Journet. Durante la cerimonia gli sono stati conferiti la berretta, l'anello ed il titolo cardinalizio dei Santi Protomartiri a Via Aurelia Antica; vacante dal 14 giugno 1989, giorno della morte del cardinale congolese Joseph-Albert Malula, arcivescovo metropolita di Kinshasa.
L'insolita nomina a cardinale per l'ordinario della diocesi di Sion sarebbe dovuta a profonde divisioni interne all'episcopato svizzero. Creare cardinale Schwery avrebbe significato conferirgli una posizione preminente sugli altri vescovi della sua nazione.
Il 1º aprile 1995 papa Giovanni Paolo II ha accettato la sua rinuncia dal governo pastorale della diocesi di Sion per motivi di salute, ai sensi del can. 401 § 2 del Codice di diritto canonico, divenendone vescovo emerito all'età di soli sessantadue anni; gli è succeduto il cinquantaduenne Norbert Brunner. Pare che la decisione sia motivata anche dai medesimi attriti che ne avevano accompagnato la nomina a cardinale. Egli è stato membro di diversi dicasteri della Curia romana, come la Congregazione delle cause dei santi e il Pontificio consiglio delle comunicazioni sociali; è stato anche gran priore dell'Ordine equestre del Santo Sepolcro di Gerusalemme in Svizzera.
Dopo la morte di papa Giovanni Paolo II, ha preso parte al conclave del 2005, che si è concluso con l'elezione al soglio pontificio del cardinale Joseph Ratzinger, prefetto della Congregazione per la dottrina della fede, con il nome di Benedetto XVI.
Il 14 giugno 2012, al compimento dell'ottantesimo genetliaco, ha perso il diritto di entrare in conclave ed ha cessato di essere membro dei dicasteri della Curia romana, in conformità all'art. II § 1-2 del motu proprio Ingravescentem Aetatem, pubblicato da papa Paolo VI il 21 novembre 1970; per questo motivo non ha potuto partecipare al conclave del 2013, che si è concluso con l'elezione al soglio pontificio del cardinale Jorge Mario Bergoglio, arcivescovo metropolita di Buenos Aires, con il nome di Francesco.
È morto il 7 gennaio 2021 presso la Casa di cura Le Carillon nella nativa Saint-Léonard, all'età di ottantotto anni, dove aveva a lungo continuato a prestare servizi parrocchiali come semplice cappellano. In seguito ai funerali, celebrati dal suo secondo successore Jean-Marie Lovey, C.R.B., l'11 gennaio alle 10:30 nella Cattedrale di Nostra Signora di Sion, è stato sepolto per sue volontà nel piccolo cimitero adiacente alla parrocchia di Saint-Léonard.

## Genealogia episcopale e successione apostolica
La genealogia episcopale è:
- Cardinale Scipione Rebiba
- Cardinale Giulio Antonio Santori
- Cardinale Girolamo Bernerio, O.P.
- Arcivescovo Galeazzo Sanvitale
- Cardinale Ludovico Ludovisi
- Cardinale Luigi Caetani
- Cardinale Ulderico Carpegna
- Cardinale Paluzzo Paluzzi Altieri degli Albertoni
- Papa Benedetto XIII
- Papa Benedetto XIV
- Papa Clemente XIII
- Cardinale Marcantonio Colonna
- Cardinale Giacinto Sigismondo Gerdil, B.
- Cardinale Giulio Maria della Somaglia
- Cardinale Carlo Odescalchi, S.I.
- Cardinale Costantino Patrizi Naro
- Cardinale Serafino Vannutelli
- Cardinale Domenico Serafini, Cong. Subl. O.S.B.
- Cardinale Pietro Fumasoni Biondi
- Arcivescovo Filippo Bernardini
- Vescovo François-Nestor Adam, C.R.B.
- Cardinale Henri Schwery

La successione apostolica è:
- Vescovo Eugenio Corecco (1986)
- Vescovo Norbert Brunner (1995)